# Savannah, Missouri
Savannah är administrativ huvudort i Andrew County i den amerikanska delstaten Missouri. Orten grundades 1841 och hette först Union. Kort därefter byttes namnet till Savannah efter staden Savannah i Georgia.

## Kända personer från Savannah
- Elmer Holt, politiker
- Joseph Toole, politiker